# نویبیبرگ
نویبیبرگ (به آلمانی: Neubiberg) یک شهر در آلمان است که در منطقه مونیخ واقع شده‌است.

## خصوصیات
نویبیبرگ ۵٫۷۷ کیلومترمربع مساحت دارد ۵۴۷-۵۵۵ متر بالاتر از سطح دریا واقع شده‌است.